# Nunt
Nunt bezeichnet eine Süßigkeit der jüdischen Küche. Die Süßigkeit wird besonders zum jüdischen Fest Purim serviert, bei der es Sitte ist, Nachbarn und Freunde mit selbstverfertigten Naschereien zu beschenken. Nunt wird traditionell aus einem dunklen Waldhonig hergestellt, der zusammen mit Zucker aufgekocht wird und unter den grob zerbröckelte Walnüsse gehoben werden. Der fertige Nunt wird auf ein feuchtes, glattes Brett oder eine eingeölte Marmorplatte gestrichen und nach dem Erkalten in kleine Rauten geschnitten.
Nunt-Varianten bestehen aus Mohn und Walnüssen, oder der Honig wird mit Ingwer oder Sesam vermengt.